# Eurialo e Niso uccidono Ramnete
Eurialo e Niso uccidono Ramnete è un'incisione ad acquaforte realizzata da Bartolomeo Pinelli nel 1811. Si trova conservata presso l'Istituto d'Arte "Duccio di Buoninsegna" di Siena. Fa parte della serie di incisioni che Pinelli realizzò ispirandosi a episodi narrati nell'Eneide.

## Descrizione
L'opera illustra il momento iniziale della celebre incursione notturna compiuta dai due giovani guerrieri-amanti troiani Eurialo e Niso nell'accampamento dei nemici italici, che giacciono addormentati; Niso dà il via alla strage facendo irruzione nella tenda in cui si trovano il re Ramnete - che è anche devoto amico e augure personale di Turno - e tre suoi servi. 
Nella parte inferiore è riportato il passo dell'Eneide nella traduzione di Clemente Bondi, limitatamente all'aggressione a Ramnete.
Ciò detto,

tacque, e ad un punto con l’acciar fu sopra

al superbo Ramnete, che per sorte

sovra ricchi tappeti alto russando,

dormia profondamente. 
(Virgilio, Eneide, libro IX, traduzione di Clemente Bondi)
Nonostante il titolo dell'incisione sia leggermente fuorviante, Pinelli riproduce piuttosto fedelmente l'episodio narrato. Ad assalire il russante Ramnete sui tappeti da lui posti all'ingresso della tenda è propriamente soltanto Niso, come nei versi latini: Eurialo, che affianca il compagno, ha anch'egli la spada sguainata, ma di fatto non la usa per colpire il consigliere di Turno. La coppia troiana occupa il centro della scena. Ramnete è rappresentato come un giovane dalla folta barba, quale era portata dagli àuguri. 
Accanto al re, verso l'estrema destra, stanno i servi (col caratteristico copricapo dei coppieri), che giacciono in modo da formare un vero e proprio groviglio di corpi, oppressi come sono dal pesante sonno; i tre, destinati a essere uccisi da Niso subito dopo il sovrano (il passo corrispondente sarebbe << A lui vicini incautamente stesi / tre servi uccide >>, sempre nella versione di Bondi), hanno un aspetto da adolescenti - come appunto la parola latina famulos sembra suggerire - anche se uno di essi è quasi del tutto coperto dagli altri. Un dettaglio curioso riguarda proprio la posa dei due servi ben visibili, con le loro teste di fatto accostate e soprattutto la mano destra dell'uno languidamente appoggiata sulla sinistra dell'altro durante il sonno, suscitando nello spettatore l'ipotesi che Pinelli tratteggi un coinvolgimento erotico tra i personaggi in questione (ma di cui non c'è affatto traccia nel poema, dove si accenna semplicemente all'imprudenza del terzetto al seguito del re): in tal caso ciò costituirebbe una nota di dolcezza inserita nella rappresentazione del cruento episodio e addirittura una sorta di pendant col legame amoroso degli assassini (ma mentre Niso è un giovane adulto innamorato dell'efebo Eurialo, nel caso dei due italici l'omosessualità adolescenziale diventa dunque applicabile per entrambi i soggetti).
Sul lato opposto, all'aperto, dorme invece un guerriero la cui sorte non è chiara, ma quasi sicuramente si tratta di un italico che verrà risparmiato dai due eroi troiani, i quali sembrano infatti totalmente ignorare questo personaggio: nessuna delle successive vittime di Niso ed Eurialo peraltro risulta identificabile con esso. La figura rimane isolata, in netto contrasto con la caratteristica di "contiguità" che si riscontra sia per Eurialo e Niso (procedenti nella stessa direzione quasi appaiati) sia per Ramnete coi suoi servi.
Nell'opera è anche mostrata in parte una seconda tenda, quella dove sempre secondo il testo latino Niso entrerà in seguito, per compiere un altro massacro di nemici.